# Gaeltacht Iorrais agus Acaill
Gaeltacht Iorrais agus Acaill (Gaeltacht d'Erris i Achill) fa referència a les àrees Gaeltacht del comtat de Mayo on es parla gaèlic irlandès: Iorras, Acaill i Tuar Mhic Éadaigh. Iorras es troba al nord-oest de Mayo, Acaill es troba al sud d'Iorras i Tuar Mhic Eidigh és al llarg de la frontera amb el comtat de Galway. En total hi ha uns 2.500 parlants de gaèlic irlandès diàries en aquestes àrees.

## Iorras
Hi ha uns 1.500 parlants de gaèlic diàries a Iorras. Hi ha els següents districtes electorals:
1. Cnoc an Daimh (375) (67%)
2. An Geata Mor Theas (894) (40%)
3. Moing na Bo (304) (22%)
4. An Geata Mor Thuaidh (851) (19%)
5. Beal Deirg Mor (197) (17%)
6. Cnoc na Lobhar (816) (17%)
7. Barr Ruscai (129) (15%)
8. Na Monga (249) (14%)
9. Gleann Chaisil (476) (14%)
10. Beal an Mhuirthead (1.808) (13%)
11. Cnoc na Raithe (782) (13%)
12. Guala Mhor (119) (8%)
13. Gleann na Muaidhe (241) (7%)

## Acaill
Dels 2.500 habitants de la parròquia d'Acaill uns 550 parlants d'irlandès diàries. Els districtes electorals d'Acaill són:
1. An Corran (730) (25%)
2. Acaill (934) (24%)
3. Dumha Eige (654) (20%)

## Tuar Mhic Eidigh
L'àrea de Tuar Mhic Éadaigh es troba al sud del comtat de Mayo al llarg de la frontera del comtat de Galway i és una extensió de la Gaeltacht de Galway. Hi ha 1.000 persones vivint en l'àrea dels quals 400 són parlants diàries d'Irlandès. Els districtes electorals són:
1. Abhainn Bhrain (242) (54%)
2. Baile an Chalaidh (229) (41%)
3. Partrai (38) (31%)
4. An Cheapaigh Dhuibh (328) (29%)
5. An Baile Obha (166) (28%)
6. Tamhnaigh na Grai (50) (10%)